# Solnhofen
Solnhofen es un municipio del distrito de Weißenburg-Gunzenhausen en la región de Franconia Media, en el estado de Baviera en Alemania. Se encuentra dentro del valle del río Altmühl. Con cerca de 1700 habitantes y una superficie de 13,5 km², Solnhofen es uno de los municipios más pequeños, en comparación con la mayor densidad de población del resto de municipios del distrito de Weißenburg-Gunzenhausen. 
La zona es reconocida en geología por la caliza de Solnhofen. Se trata de una caliza de grano muy fino del período jurásico reconocida por su facultad de generar yacimientos o  Lagerstätte, en los que se conservan especímenes fósiles muy detallados. Alois Senefelder empleaba bloques especialmente preparados de fina caliza de Solnhofen para el proceso de la litografía, que inventó en 1798. La extracción de esta caliza litográfica conllevó descubrimientos espectaculares, como el protoave Archaeopteryx, cuyo nombre completo (Archaeopteryx lithographica) hace referencia a esas calizas. Los 13 especímenes conocidos provienen del área de Solnhofen.

## Historia

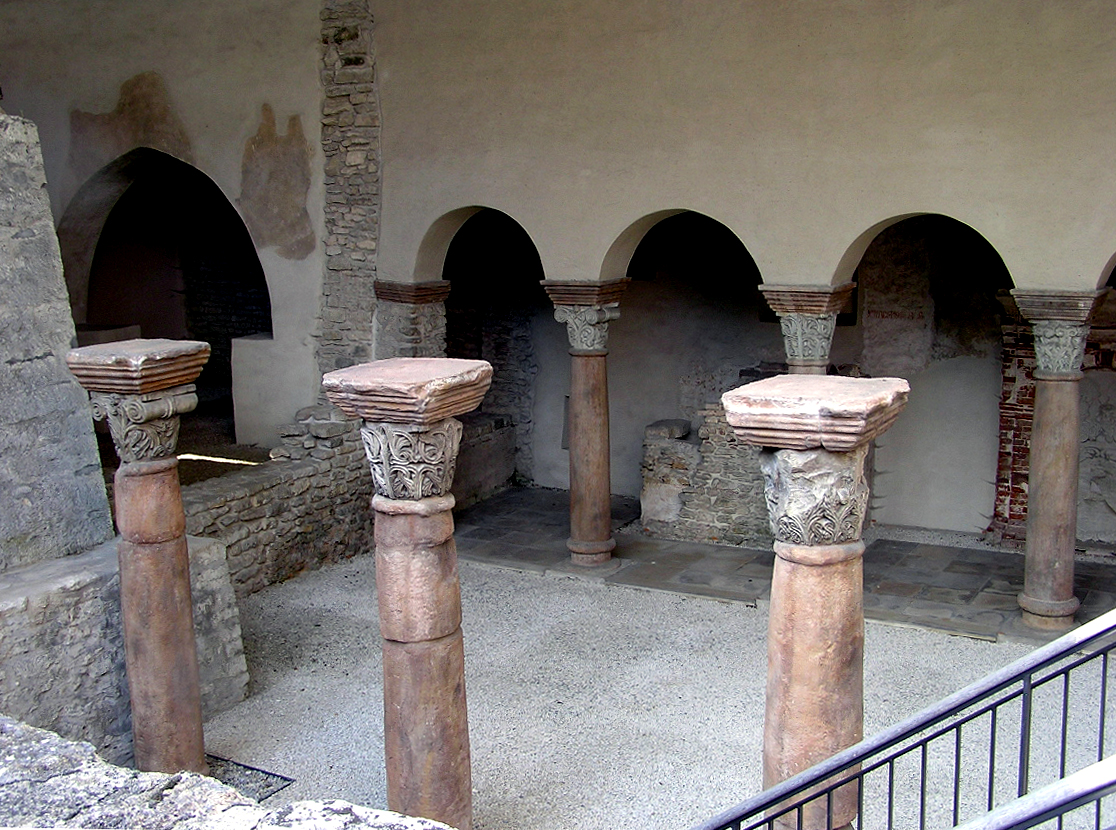
La Basílica Sola

Solnhofen era conocida como "Husen" en el siglo VIII. En el año 750/51 San Sola levantó una iglesia allí. En esta iglesia construyó su tumba (Basílica Sola) años después. En su honor Husen fue renombrada como "Solnhofen". En 1420 Solnhofen fue arrasada por un incendio durante la Guerra Bávara. También sufrió durante la Guerra de los Treinta Años. Desde 1649 hasta el siglo XVIII existió una industria del vidrio en Solnhofen. En 1785 se levantó la iglesia de San Veit a partir las ruinas de la antigua tumba. En 1870 se abrió la estación de tren. De 1903 a 1905 se construye la iglesia católica de San Sola. En 1970 se abre el museo Bürgermeister-Müller.

## Atractivos

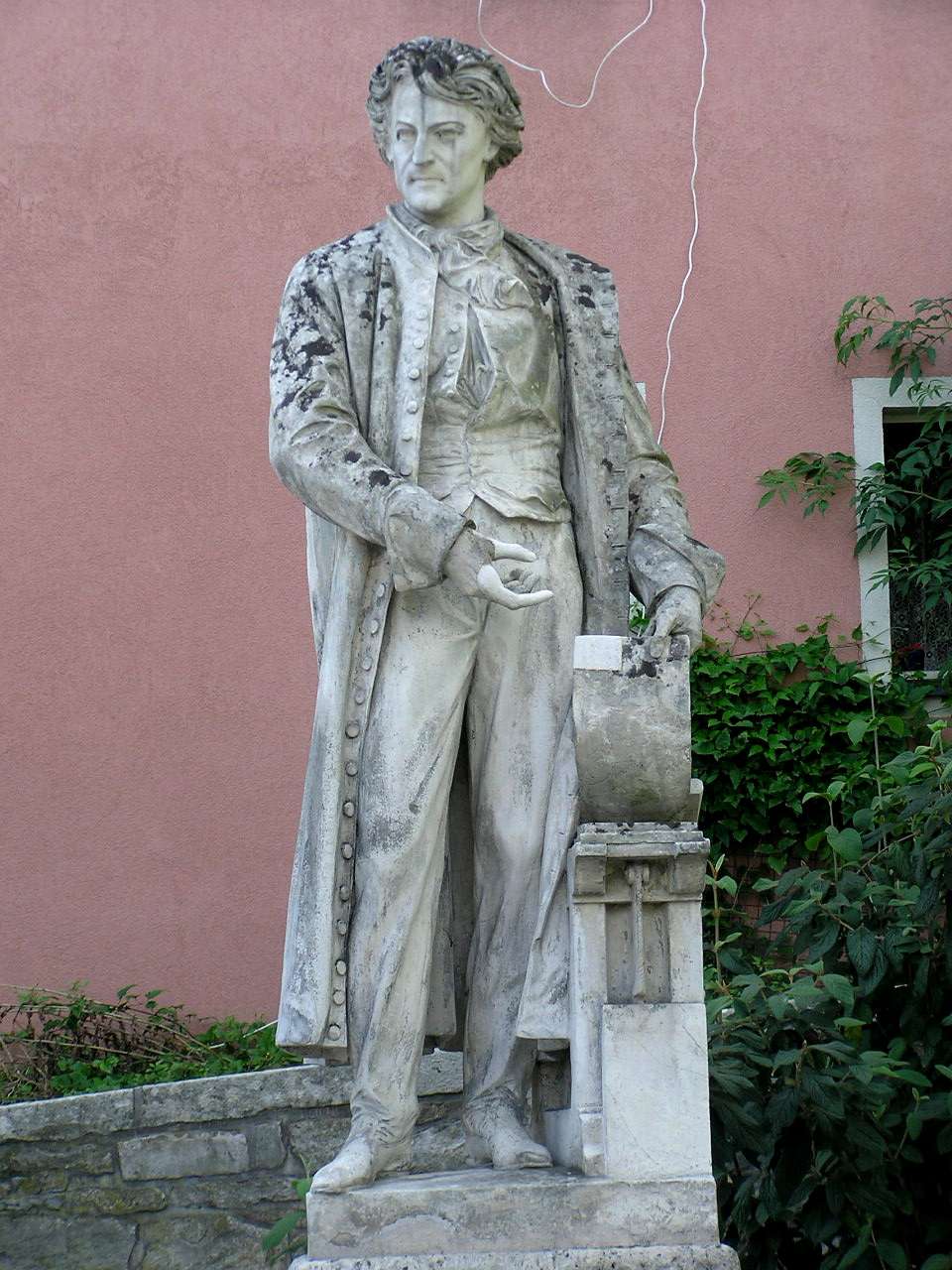
Estatua de Alois Senefelder

La Basílica Sola data del periodo carolingio y es uno de los más destacados monumentos arquitectónicos de Alemania. En ella se encuentra la tumba de San Sola. Cerca de ella se encuentra la iglesia de San Veit, levantada en 1785.
Así como ostentar el papel de ciudad de natal del Archaeopteryx, Solnhofen también conmemora el trabajo de Alois Senefelder con una estatua del inventor, hecha por Hippolyte Maindron.
El  museo Bürgermeister Müller en Solnhofen muestra la historia de la litografía, la historia de la excavación de la caliza, y los espectaculares descubrimientos de fósiles en la zona, incluyendo el espécimen del Archaeopteryx.
La iglesia católica de San Sola, que fue construida en estilo del gótico temprano con calizas del jurásico, fue abierta en 1905.

## Personajes ilustres
- Richard Arauner (1902-1936), Oberführer de la Waffen-SS
- Hermann von Meyer (1801-1869)